# Putyvl'
Putyvl' (in ucraino Путивль?, in russo Путивль?, Putivl') è una città dell'Ucraina (14 886 abitanti) situata nel distretto di Konotop, nell'oblast' di Sumy. Ospita l'amministrazione della comunità territoriale di Putyvl', una delle comunità territoriali dell'Ucraina.
Fino al 18 luglio 2020 Putyvl' è stata il centro amministrativo del distretto di Putyvl', abolito come parte della riforma amministrativa dell'Ucraina. L'area del distretto di Putyvl' è stata trasferita al distretto di Konotop.
Nel 2001, la popolazione della città era di circa 17.000 abitanti.

## Storia
Una delle originarie città siveriane, Putyvl' fu menzionata per la prima volta già nel 1146 come un'importante fortezza contesa tra i principati di Černihiv e Novhorod-Sivers'kyj della Rus' di Kiev. 
Dopo la battaglia di Vedroša nel 1500, Putyvl' fu ceduta alla Moscovia. Durante il periodo dei torbidi, la città divenne il centro della rivolta di Ivan Bolotnikov e fu brevemente una base per le forze del Falso Dimitri I. Fu occupata dal Confederazione polacco-lituana tra il 1607 e il 1619.
Putyvl' era inclusa nel governatorato di Kursk prima della rivoluzione bolscevica. Il 16 ottobre 1925 fu annessa alla RSS Ucraina. Durante la seconda guerra mondiale fu sotto l'occupazione tedesca tra il 10 settembre 1941 e il 3 settembre 1943. Nelle foreste circostanti furono attive le formazioni partigiane sovietiche guidate da Sydir Kovpak.
Durante l'invasione russa dell'Ucraina del 2022, le truppe russe hanno occupato la città durante la loro offensiva verso Konotop.